# YGCO (станция Тиёда)
YGCO (станция Тиёда) — астрономическая обсерватория, основанная Такуо Кодзимой в 1987 году в Тиёда (посёлок), Гумма (префектура), Япония. Обсерватория входит в состав группы наблюдателей комет Yamaneko Group of Comet Observers (YGCO).
В честь руководителя обсерватории Такуо Кодзимы назван астероид (3644) Kojitaku, открытый 5 октября 1931 года немецким астрономом Карлом Райнмутом в Хайдельбергской обсерватории.

## Инструменты обсерватории
- 0.25-m f/3.4 Wright-Schmidt camera.

## Направления исследований
- открытие новых астероидов;
- астрометрия и фотометрия малых тел Солнечной системы.

## Основные достижения
- Такуо Кодзима открыл 44 астероида с 1987 по 2000 год[1].
- 5811 астрометрических измерений опубликовано с 1987 по 2002 год[2].